# Гнаровский сельский совет
Гнаровский сельский совет (укр. Гнаровська сільська рада) — входит в состав
Вольнянского района
Запорожской области
Украины.
Административный центр сельского совета находится в
с. Гнаровское.

## Населённые пункты совета
- с. Гнаровское
- с. Вербовое